# 로버트 솅컨

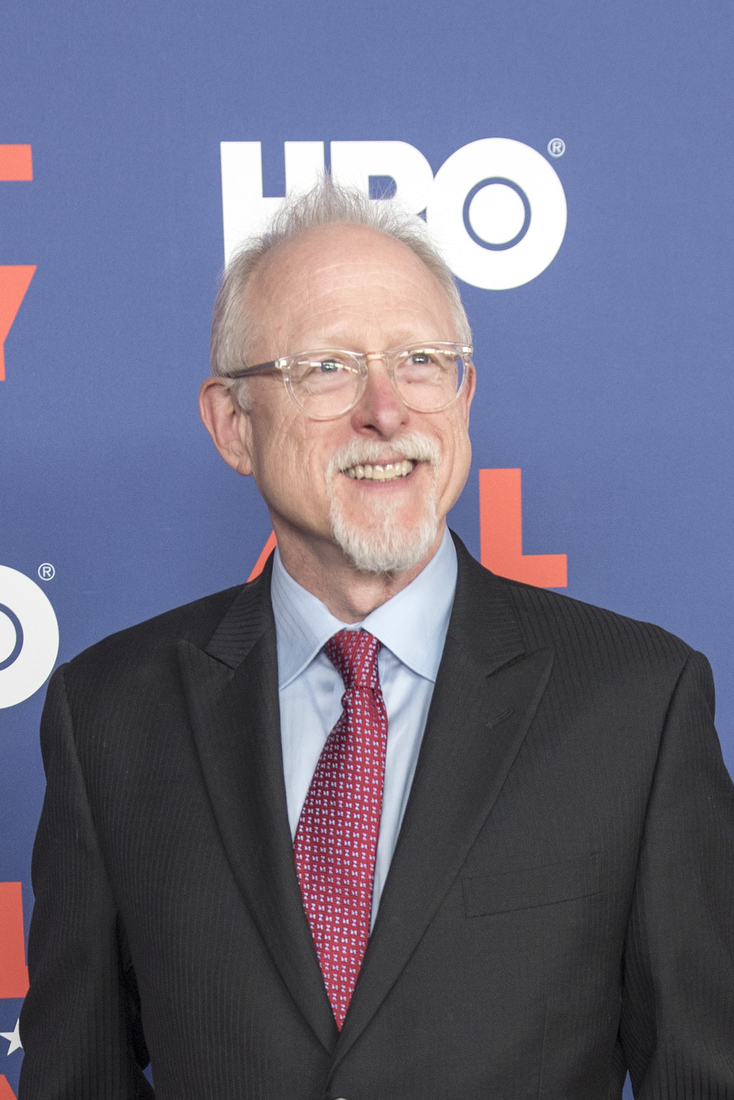

로버트 솅컨(영어: Robert Schenkkan, 1953년 3월 19일 ~ )은 미국의 극작가, 배우이다.
노스캐롤라이나 채플힐에서 태어났다. 그가 쓴 연극 《올 더 웨이》(All the Way)는 토니상을 수상했다.

## 작품 목록
- 광대한 일광 속 (1991, In Broad Daylight)
- 어둠 속의 호놀룰루 (1990, Revealing Evidence: Stalking the Honolulu Strangler)
- 어느 앵커맨의 고백 (1990년)
- 볼륨을 높여라 (1990년) - 데이브 디버 역
- 아웃 콜드 (1989, Out Cold)
- 시경 강력반 (1988, Police Story: The Watch Commander)
- 싸이렌트 보이스 (1987년)
- 베드룸 윈도우 (1987년)
- 맨하탄 프로젝트 (1986년)
- 욕망의 거리 (1986년)

### 텔레비전 출연
- 스타 트렉: 더 넥스트 제너레이션 (1988)
- 풍운아 카스터 (1991, Son of the Morning Star)

### 각본
- 콰이어트 아메리칸 (2002)
- 스파르타쿠스 (2004)
- 안드로메다의 위기 (2008)
- 퍼시픽 (2010)
- 올 더 웨이 (2016)
- 핵소 고지 (2016)